# Liolaemus pipanaco
Espèce
Statut de conservation UICN

 LC  : Préoccupation mineure
Liolaemus pipanaco est une espèce de sauriens de la famille des Liolaemidae.

## Répartition
Cette espèce est endémique d'Argentine. Elle se rencontre dans les provinces de La Rioja et de Catamarca.

## Étymologie
Son nom d'espèce lui a été donné en référence au lieu de sa découverte, le Salar de Pipanaco.

## Publication originale
- Abdala & Juárez-Heredia, 2013 : Taxonomía y filogenia de un grupo de lagartos amenzados: el grupo de Liolaemus anomalus (Iguania:Liolaemidae). Cuadernos de Herpetología, vol. 27, no 2 (texte intégral).